# Jean-Thomas Taschereau (fils)
Pour les articles homonymes, voir Jean-Thomas Taschereau.
Pour les autres membres de la famille, voir Famille Taschereau.
Jean-Thomas Taschereau (né le 12 décembre 1814 à Québec et mort le 9 novembre 1893 au même endroit à l'âge de 78 ans) est un avocat, juge et noble canadien-français. Il a été juge de la Cour suprême du Canada du 8 octobre 1875 au 6 octobre 1878.

## Biographie
Il est le fils de Jean-Thomas Taschereau (1778-1832) et de Marie Panet. Son fils Louis-Alexandre Taschereau sera premier ministre du Québec. 